# Valentina Shevchenko (ski de fond)
Pour les articles homonymes, voir Chevtchenko.
Ne doit pas être confondue avec Valentina Chevtchenko, kickboxeuse kirghizo-péruvienne ou Valentyna Chevtchenko, femme politique ukrainienne.
Valentina Evgenivna Shevchenko (en ukrainien : Валентина Євгенівна Шевченкo), née le 2 octobre 1975 à Tchernihiv, est une fondeuse ukrainienne. Elle a remporté notamment la médaille de bronze du trente kilomètres aux Championnats du monde 2009, le petit globe de cristal de la distance de la Coupe du monde 2003-2004 et a fini troisième du premier Tour de ski en 2007.

## Carrière
Shevchenko dispute ses premières compétitions officielles en 1994 et figure au classement général de la Coupe du monde à partir de 1996.
Elle a participé aux Jeux olympiques d'hiver de 2010 à Vancouver, après avoir pris part aux Jeux olympiques d'hiver de 2006 à Turin, aux Jeux olympiques d'hiver de 2002 à Salt Lake City et aux Jeux olympiques d'hiver de 1998 à Nagano. Sur une course olympique, sa meilleure performance est une cinquième place sur le 30 km en 2002. En 2009, elle est médaillée de bronze sur le 30 km libre des Mondiaux de Liberec. Obtenant son premier podium en Coupe du monde en novembre 2003 au 10 km libre de Beitostølen et gagnant ensuite par deux fois à Kuusamo et Davos, elle termine en tête du classement de la distance et troisième au général.
Lors de la saison 206-2007, elle prend la troisième place du Tour de ski, nouvellement créé et revient dans le top dix du classement général de la Coupe du monde : septième.
En 2008, elle réalise sa saison la plus prolifique dans l'élite, gagnant trois courses, dont le prestigieux trente kilomètres à Holmenkollen, au mois de mars. Elle finit deuxième du classement de la distance cet hiver.

## Palmarès

### Jeux olympiques
| Épreuve / Édition      | Sprint                           | Sprint                           | 5 km classique                   | 10 km ou 15 km                   | 10 km ou 15 km                   | Poursuite Skiathlon | 30 km | Relais                           | Relais   |
| Épreuve / Édition      | libre                            | classique                        | 5 km classique                   | libre                            | classique                        | Poursuite Skiathlon | 30 km | Sprint                           | 4 × 5 km |
| JO 1998 Nagano         | Épreuve inexistante à cette date | Épreuve inexistante à cette date | 19e                              | Épreuve inexistante à cette date | 11e                              | 20e                 | 14e   | Épreuve inexistante à cette date | 9e       |
| JO 2002 Salt Lake City | —                                | Épreuve inexistante à cette date | Épreuve inexistante à cette date | 21e                              | 12e                              | 21e                 | 5e    | Épreuve inexistante à cette date | —        |
| JO 2006 Turin          | —                                | Épreuve inexistante à cette date | Épreuve inexistante à cette date | Épreuve inexistante à cette date | 21e                              | 14e                 | 7e    | —                                | 8e       |
| JO 2010 Vancouver      | Épreuve inexistante à cette date | —                                | Épreuve inexistante à cette date | 9e                               | Épreuve inexistante à cette date | 14e                 | Ab.   | —                                | 13e      |
| JO 2014 Sotchi         | —                                | Épreuve inexistante à cette date | Épreuve inexistante à cette date | Épreuve inexistante à cette date | 24e                              | 27e                 | 14e   | —                                | 12e      |

Légende :
- : pas d'épreuve
- — : non disputée par Shevchenko

### Championnats du monde
| Épreuve / Édition                | Épreuve / Édition                | Thunder Bay1995 | Trondheim 1997 | Ramsau 1999 | Val di Fiemme 2003 | Oberstdorf 2005 | Sapporo 2007 | Liberec 2009 | Oslo 2011 | Val di Fiemme 2013 | Falun 2015 | Falun 2017 |
| 5 km Classique                   | 5 km Classique                   | 63e             | 38e            | 6e          |                    |                 |              |              |           |                    |            |            |
| Poursuite / Skiathlon 2 × 7,5 km | Poursuite / Skiathlon 2 × 7,5 km | 54e             | 26e            | 15e         | 9e                 | 14e             | 14e          | 5e           |           | 21e                | 28e        | 41e        |
| 10 km                            | Classique                        |                 |                |             | 6e                 |                 |              | 5e           | 16e       |                    |            | 43e        |
| 10 km                            | Libre                            |                 |                |             |                    | 14e             | 8e           |              |           | 22e                |            |            |
| 15 km                            | Classique départ en masse        |                 |                |             | 20e                |                 |              |              |           |                    |            |            |
| 15 km                            | Libre                            |                 | 31e            | 12e         |                    |                 |              |              |           |                    |            |            |
| 30 km                            | Classique                        |                 | 15e            | 11e         |                    | Abandon         | 12e          |              |           | 12e                | 32e        |            |
| 30 km                            | Libre                            |                 |                |             | 7e                 |                 |              | Bronze       | 14e       |                    |            | Abandon    |
| Relais 4 × 5 km                  | Relais 4 × 5 km                  |                 |                |             |                    |                 | 11e          | 12e          | 12e       | 10e                | 11e        | 16e        |

### Coupe du monde
- Meilleur classement général : 3e en 2004.
- Gagnante du petit globe du cristal de la distance en 2004.
- 14 podiums en épreuve individuelle : 4 victoires, 5 deuxièmes places et 5 troisièmes places.

#### Courses par étapes
- 4 podiums dans des étapes de tour : 1 victoire, 1 deuxième place et 2 troisièmes places.
- 3e du Tour de ski 2006-2007.

#### Détail des victoires
| Épreuve / Édition | 10 km        | 10 km         |
| Épreuve / Édition | libre        | classique     |
| 2004              |              | Kuusamo Davos |
| 2008              | Canmore Oslo |               |

##### Victoires d'étapes
| Date           | Lieu          | pays   | Compétition | Discipline |
| -------------- | ------------- | ------ | ----------- | ---------- |
| 6 janvier 2008 | Val di Fiemme | Italie | Tour de Ski | 9 km TL PU |

Légende :

TC = classique

TL = libre

MS = départ en masse

HS = départ avec handicap

PU = poursuite

#### Classements en Coupe du monde
| Année     | Classement général final | Classement distance | Classement sprint |
| 1995-1996 | 66e                      |                     |                   |
| 1996-1997 | 41e                      | 25e (LD)            |                   |
| 1997-1998 | 27e                      | 16e (LD)            | 37e               |
| 1998-1999 | 18e                      | 14e (LD)            | 36e               |
| 1999-2000 | 17e                      | 16e (CD) / 11e (LD) | 64e               |
| 2001-2002 | 19e                      |                     |                   |
| 2002-2003 | 13e                      |                     | 55e               |
| 2003-2004 | 3e                       | 1re                 |                   |
| 2004-2005 | 19e                      | 12e                 |                   |
| 2005-2006 | 14e                      | 8e                  |                   |
| 2006-2007 | 7e                       | 9e                  | 71e               |
| 2007-2008 | 6e                       | 2e                  | 38e               |
| 2008-2009 | 15e                      | 34e                 | 85e               |
| 2009-2010 | 24e                      | 16e                 | 69e               |
| 2010-2011 | 19e                      | 16e                 |                   |
| 2011-2012 | 30e                      | 21e                 |                   |
| 2012-2013 | 28e                      | 22e                 |                   |
| 2013-2014 | 45e                      | 36e                 |                   |

Légende : 
- LD : longue distance

### Marathon de ski
Elle remporte les courses de longue distance suivantes en Coupe Marathon :
- La Sgambeda en 2009 et 2010.
- La Dolomitenlauf en 2012.
- La Transjurassienne en 2012.
- La Finlandia-hiihto en 2012.
- La Jizerská padesátka en 2013.

### Universiades
- Médaille d'or sur quinze kilomètres en 2003 à Tarvisio.